# Prečínska skalka
Prečínska skalka je přírodní památka v katastrálním území obce Prečín v okrese Považská Bystrica v Trenčínském kraji na Slovensku. Území bylo vyhlášeno v roce 1994 a jeho rozloha je 3,78 hektaru. Předmětem ochrany je soubor skalních útvarů ve Strážovských vrších. Bradla jsou budována zejména souvrstvími paleogenních slepenců se zvětralými skalními útvary. Vyskytují se tam morfologicky zajímavé skalní útvary karbonátických slepenců a brekcií s výskytem chráněných druhů rostlin a živočichů.